# Vilamarín
Vilamarín és un municipi de la província d'Ourense a Galícia. Pertany a la Comarca d'Ourense. Limita al nord amb Carballedo, a l'est amb A Peroxa, al sud amb Amoeiro i a l'oest amb San Cristovo de Cea.
| 4.206 | 3.544 | 3.767 | 2.361 | 2.301 |
| Fonts: INE i IGE (Els criteris de registre censal variaren i les dades de l'INE i de l'IGE poden no coincidir.) |       |       |       |       |

## Parròquies
- Boimorto (Santa Baia)
- León (Santa Baia)
- Orbán (Santa María)
- Reádegos (San Vicente)
- O Río (San Salvador)
- Sobreira (San Xoán)
- Tamallancos (Santa María)
- Vilamarín (Santiago)
- Viña (San Román)